# Mino De Rossi
Mino De Rossi (nascido em 21 de maio de 1931) é um ex-ciclista italiano que participava em competições de ciclismo de estrada e pista.
Antes, como um ciclista amador, competiu nos Jogos Olímpicos de 1952 em Helsinque, onde conquistou a medalha de ouro na prova dos 4,000 m perseguição por equipes, formando uma equipe com Marino Morettini, Loris Campana e Guido Messina. Foi um ciclista de estrada profissional entre 1952 e 1967.